# Radical 110
Le radical 110, qui signifie lance, est un des 23 des 214 radicaux chinois répertoriés dans le dictionnaire de Kangxi composés de cinq traits.
Le caractère Unicode de 矛 est 77DB.

## Caractères avec le radical 110
| nombre de traits          | caractères |
| ------------------------- | ---------- |
| Sans trait supplémentaire | 矛         |
| 4 traits supplémentaires  | 矜         |
| 5 traits supplémentaires  | 矝         |
| 7 traits supplémentaires  | 矞 矟      |
| 8 traits supplémentaires  | 矠         |
| 20 traits supplémentaires | 矡         |